# Adam McMullen

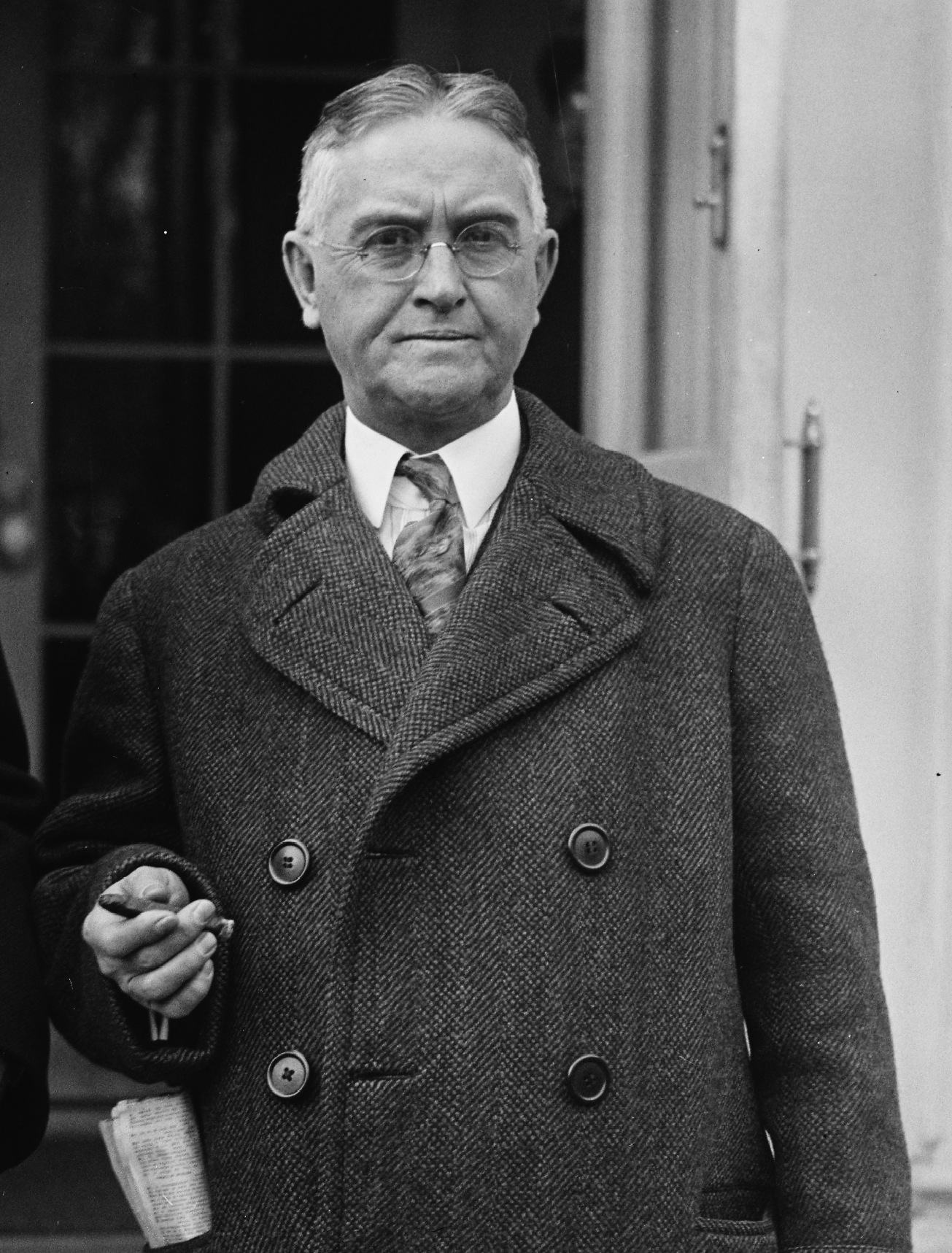
Adam McMullen (1928)

Adam McMullen (* 12. Juni 1872 in Wellsville, Allegany County, New York; † 2. März 1959) war ein US-amerikanischer Politiker und von 1925 bis 1929 der 22. Gouverneur des Bundesstaates Nebraska.

## Frühe Jahre und politischer Aufstieg
McMullen besuchte nach der Grundschule bis 1896 die University of Nebraska und anschließend die George Washington University, an der er 1899 sein juristisches Examen machte. Danach eröffnete er in Wymore, Nebraska eine Anwaltskanzlei. McMullen war Mitglied der Republikanischen Partei und wurde im Jahr 1904 und 1906 in das Repräsentantenhaus von Nebraska gewählt. Außerdem war er noch Bürgermeister von Wymore. Im Jahr 1916 schaffte er den Einzug in den Staatssenat. 1920 bewarb er sich erfolglos um die republikanische Nominierung für die Gouverneurswahlen. Vier Jahre später schaffte er dann nicht nur die Nominierung, sondern auch den Wahlsieg bei den eigentlichen Gouverneurswahlen, wobei er sich mit 51:41 Prozent der Stimmen gegen den Demokraten John N. Norton durchsetzte.

## Gouverneur von Nebraska
McMullens Amtszeit als Gouverneur begann am 8. Januar 1925; nach einer Wiederwahl im Jahr 1926 konnte er insgesamt vier Jahre amtieren. In seiner Regierungszeit blühte die Wirtschaft auf. Das Haushaltsdefizit wurde abgebaut und die Landwirtschaft, insbesondere Bewässerungsprojekte, wurde gefördert. Angesichts des ständig wachsenden Verkehrsaufkommens wurden die Straßen und Autobahnen des Staatesausgebaut. McMullen war auch ein Anhänger des Prohibitionsgesetzes.
Nach Ablauf seiner beiden Amtszeiten blieb McMullen politisch aktiv. 1932 wurde er Leiter der Poststelle in Beatrice. In den Jahren 1928 und 1932 war er Delegierter zu den jeweiligen Republican National Conventions, auf denen in beiden Fällen Herbert Hoover als Präsidentschaftskandidat nominiert wurde. 1940 bewarb er sich erfolglos um einen Sitz im US-Senat. Er scheiterte bereits in den Vorwahlen. Adam McMullen starb Anfang März 1959 und wurde in Wymore beigesetzt. Er war mit Cora Greenwood verheiratet.